# Giovanni Doria
Pour les articles homonymes, voir Famille Doria.
Giovanni Doria (né le 24 mars 1573 à Gênes et mort le 19 novembre 1642 à Palerme) est un cardinal italien du début du XVIIe siècle.
Il est l'arrière-arrière-grand-oncle du cardinal Giorgio Doria (1743). Les autres cardinaux de la famille sont Girolamo Doria (1529), Sinibaldo Doria (1731), Giuseppe Maria Doria Pamphilj (1785), Antonio Maria Doria Pamphilj (1785) et  Giorgio Doria Pamphilj (1816).

## Biographie
Giovanni Doria naît à Gênes le 24 mars 1573 de Giovanni Andrea Doria, prince de Melfi, et de sa femme, la princesse Zanobia del Carretto Doria. Il étudie la philosophie et la théologie en Espagne.
Le pape Clément VIII le crée cardinal lors du consistoire du 9 juin 1604, à la demande du roi d'Espagne, en dehors des Quatre-Temps. Il reçoit la coiffe rouge, le diaconat de Saint-Adrien le 5 décembre 1605, puis il est abbé commendataire de San Fruttuoso di Camogli, avant d'être élu archevêque titulaire de Thessalonique (de) avec droit de succession en 1608 à Palerme, est consacré le 4 mai de la même année par Paul V, et devient effectivement archevêque de Palerme le 5 juillet de la même année. 
Il opte pour l'ordre des cardinaux-prêtres et choisit le titre de San Pietro in Montorio le 2 octobre 1623. Il sera le principal consécrateur de Manuel Esteban Muniera, évêque de Cefalù (1621).
Le cardinal Doria participe aux deux conclaves de 1605 (élection de Léon XI et de Paul V), au conclave de 1621 (élection de Grégoire XV) et à celui  de 1623 (élection d'Urbain VIII).
Sa carrière politique le voit par ailleurs au service des vice-rois du roi d'Espagne dans le royaume de Sicile de 1610 à 1641, comme lieutenant de Juan Fernández Pacheco (1607), Emmanuel-Philibert de Savoie (1622) et Francisco de Melo (1639).
Il meurt à Palerme le 19 novembre 1642 à l'âge de 69 ans et est inhumé dans la chapelle de sainte Rosalie à la cathédrale de la ville. C'est sous sa direction que seront élevées les imposantes églises des principaux ordres religieux de la ville. C'est également à lui que l'on doit la reconnaissance des reliques de sainte Rosalie en 1624, de même que son inscription au Martyrologe romain en 1631 procédé par le pape Urbain VIII, et sa déclaration comme sainte patronne et protectrice de la ville.

## Succession apostolique
Giovanni Doria a ordonné les évêques suivants :
- Évêque Manuel Esteban Muniera (it), O. de M. (1621)